# سام هنتر
سام هنتر (بالإنجليزية: Sam Hunter)‏ هو مؤرخ الفن أمريكي، ولد في 5 يناير 1923 في سبرينغفيلد في الولايات المتحدة، وتوفي في 27 يوليو 2014.